# Rani-Jhansi-Meeres-Nationalpark
Koordinaten: 11° 47′ 0″ N, 92° 40′ 0″ O
Der Rani-Jhansi-Meeres-Nationalpark (Hindi रानी झांसी समुद्री राष्ट्रीय उद्यान IAST Rānī Jhāṃsī samudrī rāṣṭrīya udyāna, englisch Rani Jhansi Marine National Park) ist ein Nationalpark in Indien und ist eine der größten Touristenattraktionen in der Gegend. Er liegt auf den Andamanen und Nikobaren im Golf von Bengalen. Der Park wurde 1996 gegründet und ist 256,14 km² groß. Der größte Teil der Fläche wird von tropischem Regenwald, Mangroven und Korallenriffen eingenommen.
Der Park ist zugänglich über die Stadt Port Blair.